# 京都市立室町小学校
京都市立室町小学校（きょうとしりつむろまちしょうがっこう）は、京都市上京区にある公立の小学校。京都御苑（御所）の北西側一帯が通学区域であり、元学区としての室町学区である。

## 概要
明治2年（1869年）に京都で開校した64の番組小学校のうち3つの小学校を、明治26年（1893年）に統合して設立された。学校名は、所在地である室町頭町から来ている。学区内に室町幕府が置かれていたことから来ていると説明されることもある。

## 沿革
- 1869年（明治2年）- 京都で番組小学校設立。室町小学校は3つの番組（上京六番組・上京七番組・上京十三番組）によりそれぞれ設置された3つの小学校を起源に持つ[3]。
  - 上京六番組（→上京第五区→上京第五組[注釈 2]）
    - 1869年（明治2年）12月6日 - 上京六番組小学校設立（木ノ下突抜町）[4]
      - 「学校の沿革」では「京都上京第５番組〔ママ〕木下尋常小学校」の創設を1869年（明治2年）6月と記している[1]。

    - その後、木下尋常小学校に改名[1][3]

  - 上京七番組（→上京第二区→上京第二組）
    - 1869年（明治2年）10月1日 - 上京七番組小学校設立（竹園町）[4]
    - その後、竹園尋常小学校に改名[1][3]

  - 上京十三番組（→上京第十区→上京第十組）
    - 1869年（明治2年）10月16日 - 上京十三番組小学校設立（畠中町）[4]
    - その後、校名を常習に改名
    - 1881年（明治14年） - 校名を玄武に改名[1][3]
- 1893年（明治26年）4月1日 - 木下・竹園・玄武の3校を統合、室町尋常小学校を創設[1]。当時の児童数は520人[1]。
  - 3つの組の中央（現在地）に新たな敷地を定めたが、当分の間は旧木下校を本校とし、2校を分教場とした[1]。
- 1896年（明治29年）11月3日 - 建築竣工式（初代校舎）。教育の場を統一[1]。
- 1919年（大正8年）5月6日 - 室町実務女学校を創設[4]。
- 1922年（大正11年）4月1日 - 高等科男子の部を併置。室町尋常高等小学校と改称[4]。
- 1926年（大正15年）4月1日 - 高等科女子の部を併置[4]。
- 1928年（昭和3年）4月1日 - 第二室町校創設（現在の紫明小学校）[4]。
- 1929年（昭和4年）4月1日 - 第二十二商業青年学校創設[4]。
- 1934年（昭和9年）9月21日 - 室戸台風襲来。木造校舎が倒壊に瀕する[1][5]
- 1936年（昭和11年）9月1日 - 第三室町校創設（現在の元町小学校）[4]。
- 1936年（昭和11年）11月19日 - 鉄筋コンクリートの新校舎（2代目校舎）竣工[1][4][6]。
  - 八角形の特別教室を有する当時としては斬新な校舎で[1]、当時最新のスチーム暖房を全教室に完備していた[5]。
- 1947年（昭和22年）4月1日 -京都市立室町小学校と改称[4]。
- 1948年（昭和23年） - 小学校内に京都市立室町中学校を併設[7]。
  - 室町中学校は間もなく廃止され、烏丸中学校に統合される。烏丸中学校は1951年（昭和26年）に烏丸通を挟んだ現在地に移転[5]。
- 1958年（昭和33年） - 校歌制定[8]
- 1992年（平成4年）3月31日 - 現校舎（3代目校舎）竣工[1][5]。

## 通学区域
室町小学校の通学区域は、後述の室町学区の町と北区の出雲路学区のうち出雲路立テ本町と、出雲路松ノ下町の一部である。
出雲路学区にあった出雲路校は昭和18年（1943年）に閉校となり、出雲路立テ本町と、出雲路松ノ下町の一部が室町校の通学区域に含まれることになった。
昭和23年（1948年）4月10日に通学区域の一部（今出川通以南の町）が京都市立小川小学校の通学区域に変更された。（当該区域は、小川小学校の統廃合により平成7年（1995年）から京都市立新町小学校の通学区域となっている。）

## 室町学区
室町学区（むろまちがっく）は、京都市の学区（元学区）のひとつ。京都市上京区に位置する。明治初期に成立した地域区分である「番組」に起源を持ち、学区名の由来ともなる室町小学校の通学区域とほぼ合致し、今でも地域自治の単位となる地域区分である。

### 室町学区の沿革
明治2年（1869年）の第二次町組改正により成立した上京第6番組、上京第7番組、上京第13番組に由来し、同年には、それぞれの区域内に上京第6番組小学校、上京第7番組小学校、上京第13番組小学校が創立した。
上京第6番組は、明治5年（1872年）には上京第5区、明治12年（1879年）には区が組となり上京第5組となった。設置された上京第6番組小学校は、その後校名を木下に改称した。
上京第7番組は、明治5年（1872年）には上京第2区、明治12年（1879年）には区が組となり上京第2組となった。設置された上京第7番組小学校は、その後校名を竹園に改称した。
上京第13番組は、明治5年（1872年）には上京第10区、明治12年（1879年）には区が組となり上京第10組となった。上京第13番組小学校は、その後、校名を常習に改名し、1881年（明治14年）には玄武に改名した。
上京第2・5・10組は、学区制度により明治25年（1892年）には上京第2学区となった。明治26年（1893年）4月1日、木下・竹園・玄武の3校を統合し、室町尋常小学校を設立した。
大正7年（1918年）4月1日に周辺町村が京都市に編入されるにあたり、愛宕郡上賀茂村の一部（大字小山の全部と大字上賀茂の一部）の区域は上京区の上京第2学区に組み入れられた。その区域は概ね現在の紫明学区と元町学区に当たる。（なお、紫明学区には、大正7年に京都市に編入された区域だけでなく、編入以前からの京都市域が、紫明学区南端の鞍馬口通沿いに含まれる。→「#紫明学区に含まれる町」参照。）
昭和4年（1929年）に、学区名が小学校名により改称され、上京第2学区から室町学区となった。学区内には、昭和3年（1928年）に第二室町校（のちに校名を紫明に改称）、昭和11年（1936年）に第三室町校（のちに校名を元町に改称）が創立された。
昭和16年（1941年）に国民学校令の施行により学区の根拠が失われ（京都市の学区そのものは昭和17年（1942年）に廃止）、昭和16年6月に国民学校の通学区域を単位とする町内会連合会が発足。室町町内会連合会、紫明町内会連合会、元町町内会連合会が設置され、戦後のポツダム政令による解体ののち、室町町内会連合会の区域が住民自治の単位である室町学区となり、現在も地域自治の単位として用いられている。
昭和23年（1948年）4月10日に室町小学校の通学区域の一部（今出川通以南で、新町通から烏丸通までの範囲）が小川小学校の通学区域に変更された。当該区域は、平成20年（2008年）4月1日に室町学区から小川学区に編入された。

### 人口・世帯数
京都市内では、概ね元学区を単位として国勢統計区が設定されており、室町学区の区域に設定されている国勢統計区（上京区第10国勢統計区）における令和2年（2020年）10月の人口・世帯数は7,510人、4,388世帯である。

### 地理
上京区の北東部に位置する学区であり、南側と西側の南半は小川学区、西側の北半は西陣学区、成逸学区、北側は西から北区の紫野学区、紫明学区、出雲路学区、東側は京極学区と接し、南東部には京都御苑が位置する。区域は、機業地としての西陣の東端部にあたり、東は概ね寺町通よりも西、西は堀川通よりも東、北は鞍馬口通よりも南、南は概ね今出川通であり、面積は0.865平方キロメートル。上京区では最も面積の大きな学区である。

### 室町学区内の通り

#### 東西の通り
- 上御霊前通
- 寺之内通
- 上立売通
- 今出川通

#### 南北の通り
- 寺町通
- 烏丸通
- 室町通
- 衣棚通
- 新町通
- 小川通

### 室町学区の町名
室町学区に含まれる町は以下のとおり。
- 今出川町
- 玄武町
- 新北小路町
- 御所八幡町
- 岡松町
- 築山南半町
- 築山北半町
- 畠山町
- 元新在家町
- 中御霊図子町
- 蒔鳥屋町
- 瓢箪図子町
- 裏築地町
- 上立売町
- 上立売東町
- 柳図子町
- 室町頭町
- 木下突抜町
- 裏風呂町
- 安楽小路町
- 挽木町
- 射場町
- 本法寺前町
- 納屋町
- 妙顕寺前町
- 宝鏡院東町
- 内藤町
- 道正町
- 古木町
- 下木下町
- 下柳原北半町
- 下柳原南半町
- 相国寺門前町
- 内構町
- 上柳原町
- 上木下町
- 畠中町
- 大心院町
- 禅昌院町
- 下清蔵口町（一部）
- 継孝院町
- 岩栖院町
- 玄蕃町
- 竹園町
- 森之木町
- 上御霊中町
- 上御霊竪町
- 上御霊前町
- 上御霊馬場町
- 新御霊口町[注釈 7]
- 高徳寺町

北区の出雲路立テ本町と、出雲路松ノ下町の一部は室町小学校の通学区域に含まれるが、元学区としては出雲路学区に含まれる。
なお、もと上京第2・5・10組に属した町には、現在、室町学区ではなく、紫明学区、小川学区に含まれているものがある。以下の「#紫明学区に含まれる町」「#小川学区に移った町」を参照。

#### 紫明学区に含まれる町
もと上京第7番組（上京第2組）に属し、現在北区の紫明学区に含まれる町は以下のとおり。これらの町は鞍馬口通沿いにあり、紫明学区の他の町と異なり、近世から上京の町組に属していた。
- 鞍馬口町
- 上善寺門前町
- 天寧寺門前町
- 新御霊口町[注釈 7]
- 上御霊上江町
- 小山町
- 長乗東町
- 長乗西町
- 上清蔵口町

#### 小川学区に移った町
もと上京第13番組（上京第10組）に属し、平成20年（2008年）4月に（通学区域としては昭和23年（1948年）4月に）、室町学区から小川学区に移った町は以下のとおり。
- 堀出シ町
- 徳大寺殿町
- 今図子町
- 北小路室町
- 梅屋町
- 武者小路町
- 一条殿町
- 一松町
- 福長町
- 小島町
- 観三橘町

## 周辺

### 学校及びその周辺
正門は室町通に面した西側にある（現敷地への移転当時、室町通が主要な道であった）。敷地は北側は寺之内通、東側は烏丸通である。

### 室町学区内の主な施設
- 上御霊神社
- 相国寺
- 同志社大学
- 花の御所
- 上京区総合庁舎
- 光照院（持明院）
- 寺之内
- 妙顕寺
- 妙覚寺
- 本法寺
- 表千家不審庵
- 裏千家今日庵

## 卒業生
- 水上勉[2]